# Curtains (John Frusciante)
Curtains è il settimo album da solista di John Frusciante , pubblicato il 1 febbraio 2005 su Record Collection . L'album è principalmente un album acustico , in contrasto con la sua precedente collaborazione con Josh Klinghoffer , A Sphere in the Heart of Silence , che era per lo più elettronico. Secondo Frusciante, l'album è stato registrato nel suo salotto: "Ero solo io seduto su un cuscino, sul pavimento del mio soggiorno, con la schiena appoggiata al divano".
L'album presenta i contributi della batterista degli Autolux Carla Azar , del bassista Ken Wild e del chitarrista dei The Mars Volta Omar Rodríguez-López , con Frusciante che osserva: "Carla della band Autolux suona la batteria. Mi è piaciuto avere un'energia femminile. Il mio amico Omar Rodriguez- Lopez dei Mars Volta ha suonato un po 'di chitarra. Lui e io facciamo questi assoli insieme in cui usiamo lo stesso amplificatore contemporaneamente ". [6]
È stato rilasciato un video per "The Past Recedes".
L'edizione in vinile del disco ha visto una repressione dalla Record Collection l'11 dicembre 2012. Questi dischi ristampati sono 180 grammi e vengono forniti con un download a scelta tra i formati MP3 e WAV dell'album.
La copertina dell'album è riprodotta dal dipinto del XVII secolo "Enea e la Sibilla negli inferi" del pittore fiammingo Jan Brueghel il Giovane.

## Tracce
Testi e musiche di John Frusciante.
1. The Past Recedes – 3:53
2. Lever Pulled – 2:22
3. Anne – 3:35
4. The Real – 3:06
5. A Name – 2:03
6. Control – 4:29
7. Your Warning – 3:33
8. Hope – 1:56
9. Ascension – 2:52
10. Time Tonight – 3:12
11. Leap Your Bar – 2:36

Durata totale: 33:37
1. Become (demo) – 3:58
2. Time Tonight (demo) – 3:05
3. Drill (demo) – 2:23

Durata totale: 9:26